# Theodor Beinhauer (Politiker, 1853)
Theodor Wilhelm Eduard Emil Beinhauer (* 25. März 1853 in Wethen; † 7. Januar 1912 ebenda) war ein deutscher Gutsbesitzer und Politiker.
Beinhauer war der Sohn des Karl Adolf Theodor Beinhauer (1811–1893) und dessen Ehefrau Wilhelmine geborene Meier (1826–1906). Er heiratete am 27. September 1879 in Borgentreich Emma Vach (1850–1907). Beinhauer lebte als Gutsbesitzer in Wethen. Von 1905 bis zum 7. Januar 1912 gehörte er dem Landtag des Fürstentums Waldeck-Pyrmont an. Er wurde für den Wahlbezirk des Kreises der Twiste gewählt.